# Dolní Životice
Dolní Životice (en allemand : Schönstein ; en polonais : Żywocice Dolne) est une commune du district d'Opava, dans la région de Moravie-Silésie, en République tchèque. Sa population s'élevait à 1 037 habitants en 2021.

## Géographie
Dolní Životice se trouve à 10 km au sud-ouest d'Opava, à 36 km à l'ouest-nord-ouest d'Ostrava et à 240 km à l’est de Prague.
La commune est limitée par Jezdkovice et Stěbořice au nord, par Slavkov à l'est, par Štáblovice au sud-est Mikolajice au sud, et par Lhotka u Litultovic et Litultovice à l'ouest.

## Histoire
La première mention écrite de la localité date de 1320.

## Administration
La commune se compose de deux quartiers :
- Dolní Životice
- Hertice

## Transports
Par la route, Dolní Životice se trouve à 11 km d'Opava, à 45 km d'Ostrava et à 310 km de Prague.